# Fibula tipo Ornavasso

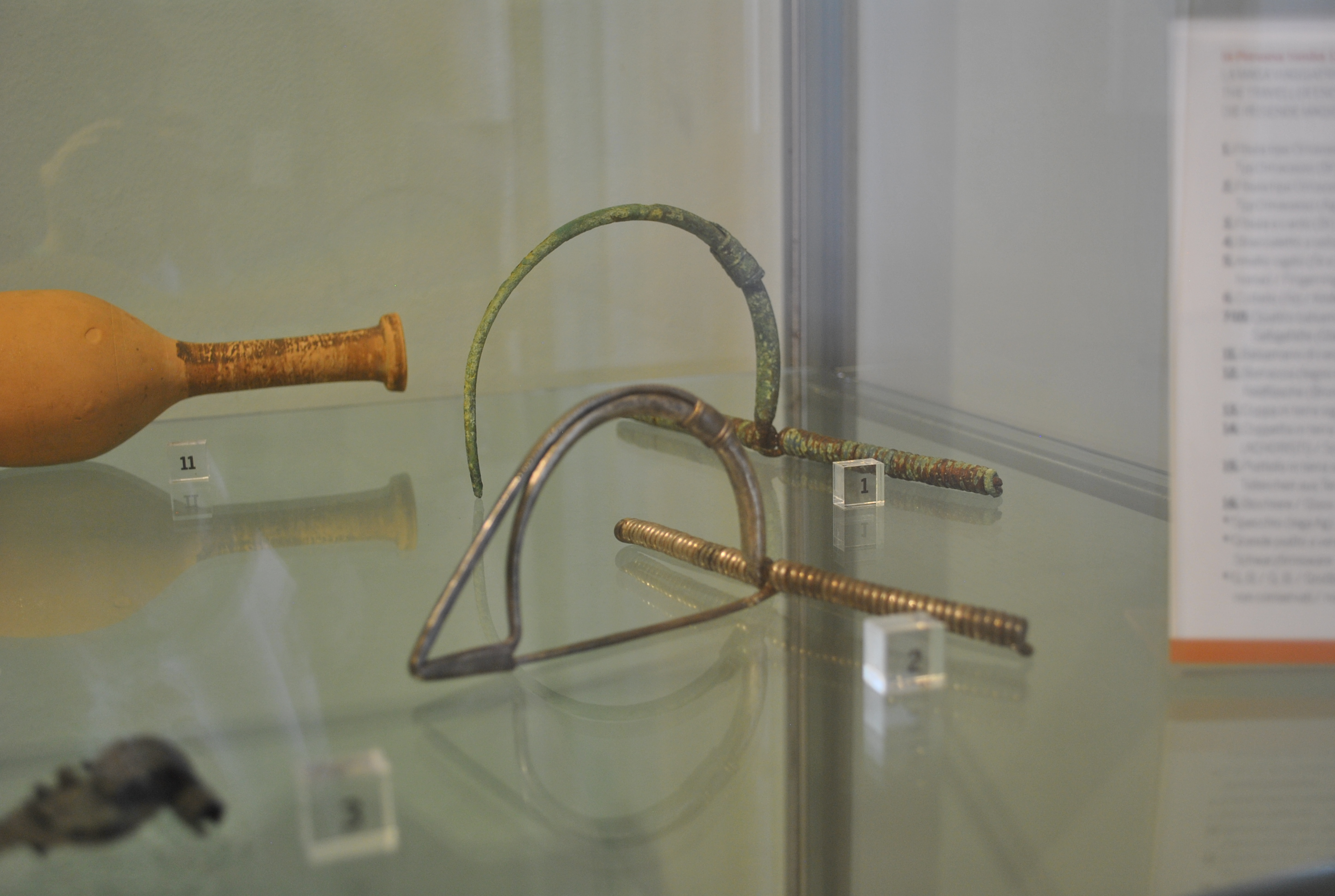
Due fibule tipo Ornavasso conservate presso la sezione archeologica del Sezione archeologica Enrico Bianchetti del Museo del Paesaggio.

La fibula tipo Ornavasso prende il nome dalla necropoli di Ornavasso, paese della provincia del Verbano-Cusio-Ossola dove è documentata da un gran numero di esemplari. La foggia, molto diffusa nel territorio della tribù alpina dei Leponzi, è caratterizzata soprattutto da una lunga molla bilaterale che talvolta raggiunge il numero di 60 spire; ha l'arco tendenzialmente semicircolare, più alto di quello delle fibule coeve diffuse altrove, e il piede della staffa agganciato oltre la sommità dell'arco. La sua diffusione riguarda soprattutto la prima metà del I secolo avanti Cristo, ma alcuni esemplari furono realizzati anche più tardi, fino all'epoca di Augusto, quando i Leponzi smisero di indossare il loro costume tradizionale. Queste fibule generalmente sono di bronzo ma spesso d'argento e in pochi casi di ferro. Le grandi dimensioni di molti esemplari erano funzionali ad agganciare i lembi di stoffe molto spesse ma non è escluso che fossero richieste da rituale funerario.